# Ögonskugga

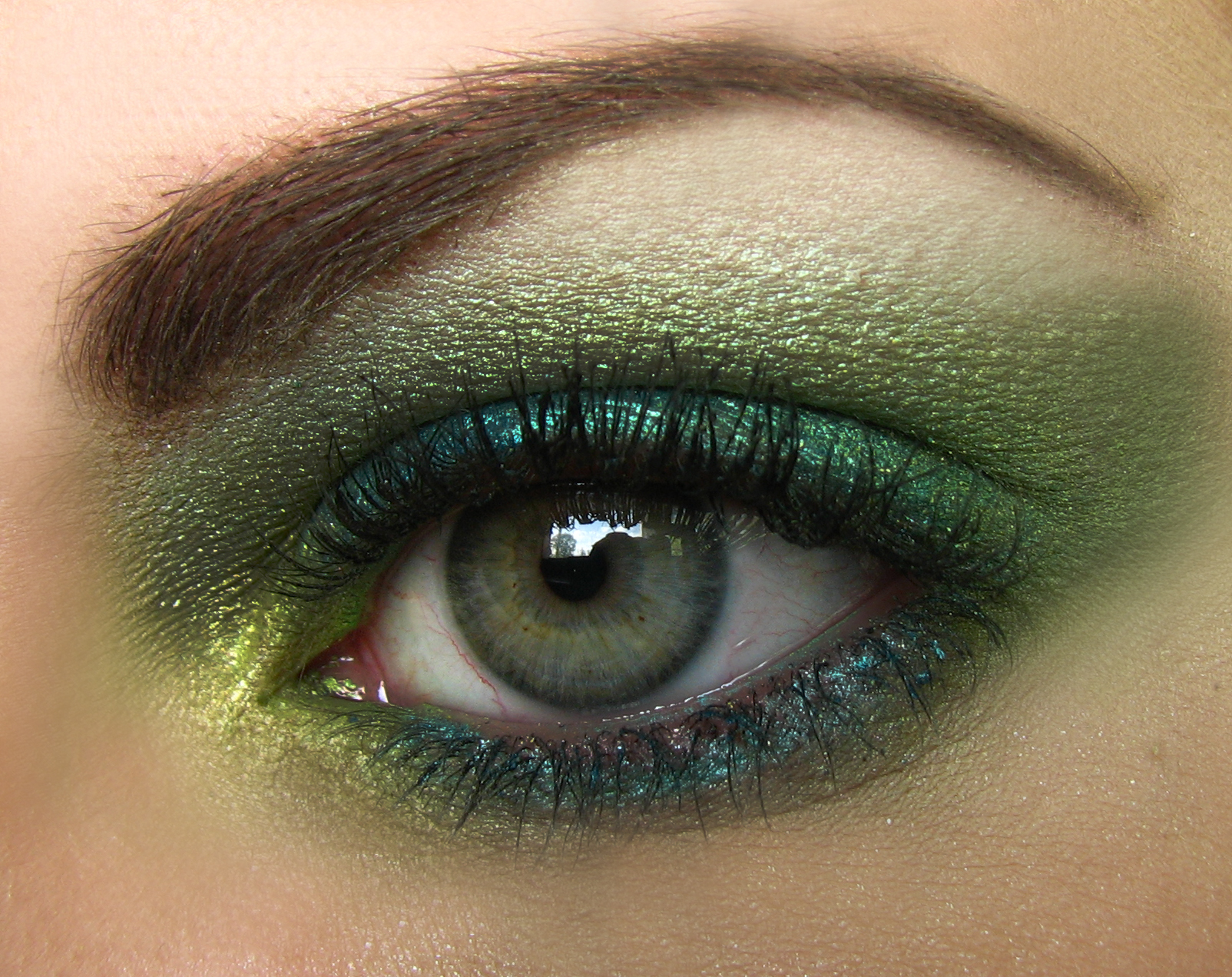
Grön ögonskugga

Ögonskugga är en typ av smink som används på ögonlocken.
Ögonskugga kan med olika tekniker användas för att framhäva, förstora eller förminska ögats kontur och form, ofta tillsammans med annat ögonsmink som mascara och kajal eller eyeliner.
Ögonskugga finns i många olika färger och nyanser, både skimrande och matta. När man väljer färg ska man tänka på hudtonen och konturen på ögat, samt vad man vill framhäva. Generellt så lyfter ljusa färger och mörka färger skuggar.
Ögonskuggor finns i flera olika former: som puder (både pressat puder och löst puder), som kräm, som stift och som mineralmakeup.
Som övrig kosmetika kan ögonskugga vara djurtestad eller icke djurtestad.